# Raymond Miquel
 (novembre 2013).
Si vous disposez d'ouvrages ou d'articles de référence ou si vous connaissez des sites web de qualité traitant du thème abordé ici, merci de compléter l'article en donnant les références utiles à sa vérifiabilité et en les liant à la section « Notes et références ».
Raymond Miquel est un résistant français né le 5 décembre 1914 à Luzech dans le Lot mort à Cornebarrieu le 13 février 1995.

## Biographie
Orphelin de la Grande guerre, après une jeunesse passée en pension, quittant le terrain de rugby pour le champ de bataille, il s’engage au 64e régiment d’artillerie d’Afrique et participe à la pacification du Maroc. Il reçoit le baptême du feu à dix-huit ans, dans l’Atlas. Il participa à de nombreux combats dans le Haut Atlas et au Sahara, puis à de nombreux mois d’opérations militaires au Sahara à la recherche de puits incertains sous les tirs des rebelles. 
À la mobilisation de 1939, il quitte une affectation à l’arrière et s’engage en octobre dans les Tirailleurs marocains, parmi lesquels il prend part à la Bataille de France. Il est fait prisonnier par l’armée allemande le 9 juin 1940. Rebelle aux contraintes, il endure la captivité des stalags. Après deux tentatives d’évasion, il est déporté en Ukraine dans le camp de représailles de Rawa Ruska, où il subit les affres d’une très dure détention.  
Très affaibli, il est finalement rapatrié en France en novembre 1942 et retrouve son affectation spéciale à la poudrerie de Toulouse, avant d’être versé comme inspecteur de police aux Renseignements généraux de Toulouse. 
De retour en France occupée en 1943, il rejoint les Forces Françaises Combattantes relevant de Londres en qualité d'agent P2 au sein du Réseau Andalousie dirigé par François Bistos.  
Affecté à la DST de Toulouse à la Libération, Raymond Miquel, pendant 25 ans, participe à plusieurs affaires intéressant la défense nationale avant de prendre sa retraite en 1971. Il s’installe alors à Colomiers, jusqu’à sa mort en 1995.
Chevalier de la Légion d'Honneur au titre d'interné résistant, Raymond Miquel a été secrétaire général (1950-1971) puis président d'honneur (1972-1995) de la section régionale de Toulouse des "Anciens de Rawa Ruska". Son ouvrage Engagé volontaire pour la France, Souvenirs de guerre 1933-1945, paru en 2013, retrace notamment la captivité dans les stalags et camps disciplinaires ukrainiens pendant la IIe Guerre mondiale, puis certaines opérations de la Résistance dans la région de Toulouse.

## Médailles et distinctions
- Croix de chevalier de la Légion d'honneur (interné - résistant, décret du 31 décembre 1990)
- Médaille militaire (décret du 17 juillet 1952)
- Croix de guerre 1939-1945 (palme et étoile de bronze, décret du 19 avril 1945)
- Médaille des évadés (décret du  23 mars 1949)
- Médaille de la Résistance française (décret du 15 juin 1946)
- Croix du combattant volontaire 1939-1945 (décret du 15 février 1957)
- Croix du combattant volontaire de la Résistance
- Croix du combattant 1939-1945
- Médaille de la déportation et de l'internement pour faits de Résistance
- Médaille coloniale (agrafe Maroc : décret du 27 juillet 1934 ; agrafe Sahara : décret du 20 avril 1935)
- Médaille des prisonniers de guerre
- Médaille d'honneur de la police nationale (décret du 8 mars 1955)
- Médaille commémorative de la guerre 1939-1945 (agrafes : France, Libération)
- Médaille commémorative de Rawa Ruska (décret du 15 novembre 1967)
- Médaille de la Fédération du combattant volontaire (décret du 25 avril 1958)